# اتاق ممنوعه (فیلم ۲۰۱۵)
«اتاق ممنوعه» (انگلیسی: The Forbidden Room) یک فیلم کمدی-درام معمایی به کارگردانی گای مدین است که در سال ۲۰۱۵ منتشر شد.

## بازیگران
- روی دوپویس
- اودو کیر
- متیو آمالریک
- جرالدین چاپلین
- کارولین داویرناس
- ماریا د مدایروش
- شارلوت رمپلینگ
- آریان لابد
- آمیرا کاسار
- ژان-فرانسوا استونن
- الینا لوونسن
- لوئیس فیوری